# Тюбяково (Аургазинский район)
Тюбяково (баш. Төбәк) — деревня в Тукаевском сельсовете Аургазинского района Республики Башкортостан России.

## Географическое положение
Расстояние до:
- районного центра (Толбазы): 27 км,
- центра сельсовета (Тукаево): 8 км,
- ближайшей железнодорожной станции (Давлеканово): 50 км.

## Население
| 2002 | 2009 | 2010 |
| ---- | ---- | ---- |
| 188  | ↘187 | ↘176 |

Национальный состав
Согласно переписи 2002 года, преобладающая национальность — татары (93 %).